# Kriukai
Kriukai is een plaats in het Litouwse district Šiauliai. De plaats telt 602 inwoners (2001).